# Loti
Pour les articles homonymes, voir Pierre Loti et Loti (homonymie).
Le loti, au pluriel maloti, est la devise officielle du royaume du Lesotho depuis 1980, il est divisé en cent lisente (sg. sente). Cette monnaie est arrimée sur le rand sud-africain.